# هبوط باللمس والذهاب
في مجال الطيران، الهبوط باللمس والإقلاع (touch-and-go landing) اختصاراً (TGL) أو الطوفان وحرفيا: الهبوط باللمس والانطلاق، يعتبر بمثابة مناورة شائعة عند تعلم قيادة طائرة ثابتة الجناحين. إنه ينطوي على الهبوط على المدرج والإقلاع مرة أخرى دون التوقف. عادة ما يحيط الطيار بالمطار في نمط محدد يعرف باسم الدائرة ويكرر المناورة. هذا يسمح بممارسة العديد من عمليات هبوط في وقت قصير.
إذا أوقف الطيار الطائرة تمامًا قبل الإقلاع مرة أخرى، يُعرف ذلك باسم «التوقف والانطلاق» ("stop-and-go"). إذا لم تلمس عجلات الطائرة الأرض، يُعرف ذلك باسم «التمرير المنخفض» ("low pass"). يعتبر كل من الهبوط باللمس والذهاب والممر المنخفض نوعًا من الالتفاف. يُطلق أيضًا على الهبوط غير المخطط له عن طريق اللمس والانطلاق «هبوط مرفوض» ("balked landing") أو «هبوط غير مخطط له» ("rejected landing").
يمكن أن تؤدي عمليات الهبوط باللمس والانطلاق دورًا مهمًا في السلامة عندما تهبط الطائرة مع عدم وجود مساحة كافية للتوقف تمامًا، ولكن لديها مساحة كافية للإسراع والإقلاع مرة أخرى.
في اللغة البريطانية، غالبًا ما تسمى المناورة «الدوائر والمطبات» (circuits and bump).

## الإجراء القياسي
في الهبوط العادي، يطير الطيار بنمط حركة المرور ويثبت الطائرة عند الاقتراب النهائي. عندما تعبر الطائرة عتبة المدرج، ينفذ الطيار شعلة الهبوط، ويلامس الطائرة لأسفل، ويطبق على الفور الكبح، والمفسدين الأرضي، و (إذا كان متاحًا) الدفع العكسي حتى تتباطأ الطائرة بدرجة كافية للخروج في ممر. في حالة الهبوط باللمس، وبعد أن تنخفض العجلات، لا يضغط الطيار على الفرامل، بل يزيد من قوة المحرك إلى أقصى حد، ويسحب اللوحات جزئيًا، ويتسارع مرة أخرى إلى سرعة الدوران، ثم يرفع مرة أخرى.
في المطارات ذات أبراج المراقية، يجب أن يحصل الطيار على إذن من الحركة الجوية للقيام بهبوط عن طريق اللمس والانطلاق من خلال طلبه بالاسم أو «كخيار»، والذي يسمح للطيار بأداء اللمس والانطلاق والتوقف والانطلاق أو الاقتراب المنخفض أو الهبوط الكامل أو الدوران حسب الرغبة.
في المطار بدون برج، يعلن الطيار عن موقفه وعزمه على تردد الراديو «إشارات المرور المشتركة» (CTAF) أو «يونيكم» (UNICOM) لتنسيق تدفق الحركة الجوية المحلية مع أي طيارين آخرين.

## الجدل حول الدور في تعليمات الطيران
يعتقد بعض مدربي الطيران أنه لا ينبغي استخدام اللمس والذرة بكثافة، إن وجدت، مع الطيارين الطلاب. يجادلون بأن هذا الإجراء يؤدي إلى اهتمام أقل بتعلم الهبوط بشكل صحيح، وبالتالي يخلق مشاكل تتعلق بالسلامة. وأشاروا إلى أنه لا معايير الاختبار العملي لإدارة الطيران الفيدرالية ولا كتيب الطيران الخاص بها يناقش اللمس والجو.
يؤكد المدربون الذين يفضلون استخدام اللمس والجو أنه يجعل من الممكن ممارسة المزيد من عمليات الهبوط في كل ساعة من التدريس. يجد الطلاب الذين يمارسون اللمس والجو أنه من الأسهل إتقان الهبوط، لا سيما المرحلة النهائية المعروفة باسم توهج الهبوط، والتي غالبًا ما يصعب تعلمها. ويضيفون أن الاستعداد للإقلاع أثناء الهبوط هو مهارة سلامة ضرورية، لأن أي طيار يجب أن يكون قادرًا على القيام بذلك من أجل رفض الهبوط.

## الطيران التجاري
نتيجة لسياسة اتفاقية شركتي خطوط جوية إحدى سياسات حكومة أستراليا، لم يُسمح لشركات طيران أخرى غير «أنسيت أستراليا» (Ansett Australia) وخطوط عبر أستراليا (Trans Australia Airlines) بتشغيل مسارات مباشرة بين المدن الكبرى. للتحايل على هذه السياسة، ستقوم شركة الخطوط الجوية الشرقية الغربية بتنفيذ عمليات الهبوط باللمس والانطلاق في مدن أصغر على طول الطريق. على سبيل المثال، يتضمن طريق شرق-غرب من ملبورنإلى سيدني هبوطًا باللمس والذهاب في مطار ألبوري، على حدود نيو ساوث ويلز وفيكتوريا.

## طيران حاملات الطائرات

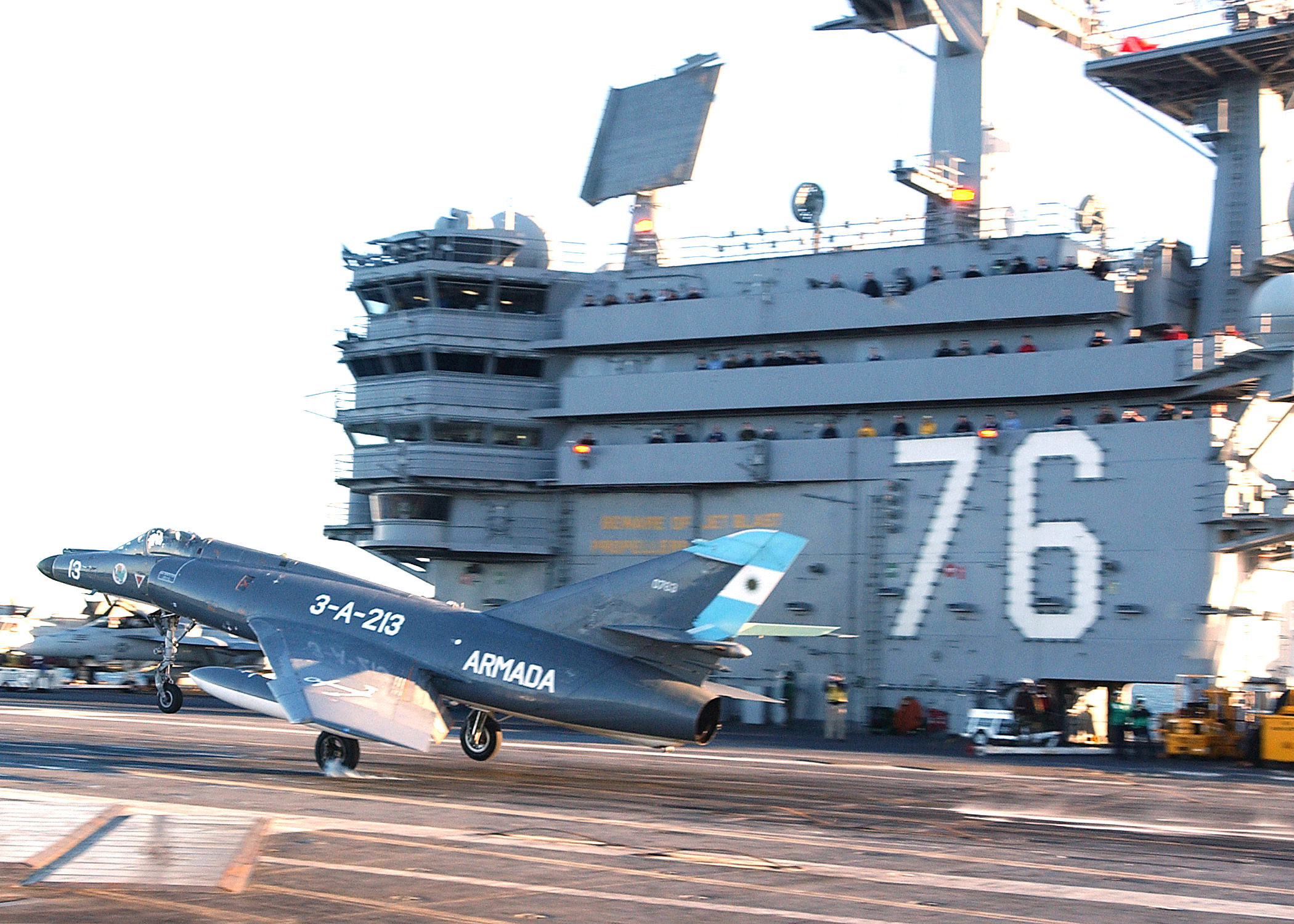
سفينة البحرية الأرجنتينية داسو سوبر اتنداردتبدأ هبوطها بلمسة وانطلاق على خلال مناورات أميركية أرجنتينية مشتركة بين غرينغو وجاوتشو.

في البحرية الأمريكية، تعتبر عمليات الهبوط باللمس والإقلاع جزءًا من تدريب طيارين حاملات الطائرات. إذا كانوا بعيدين عن حاملة الطائرات لمدة 29 يومًا، فيجب عليهم التدرب على مدرج أرضي ثم القيام بذلك في البحر في غضون 10 أيام. قبل أن تقوم الحاملة بدورية، سيقوم الطيارون بإجراء التدريبات. على سبيل المثال، قبل USS Ronald Reaganغادر USS Ronald Reagan في دوريته الصيفية 2016، وخطط لإجراء 4200 عملية هبوط باللمس والإقلاع.